# Colonna di Sant'Oronzo (Ostuni)
La colonna di Sant'Oronzo, nota anche come guglia di Sant'Oronzo, è un obelisco situato ad Ostuni, in Puglia.

## Storia
L'obelisco, situato in piazza della Libertà, fu realizzato nel 1771 dallo scultore ostunese Giuseppe Greco, eretto a devozione e gratitudine verso il santo protettore della città per averla salvata dalla peste.

## Descrizione
La colonna è alta circa venti metri, in stile barocco. Su un primo basamento si muovono quattro livelli, fino alla sommità su cui è posta la statua di sant'Oronzo benedicente e rivolto verso la città vecchia.
Sui quattro livelli si susseguono riccamente cartigli con frasi latine, figure di angeli e cornici.
Di sicuro il più ricco è il secondo livello contornato da una balaustra leggermente aggettante e su cui ai quattro angoli si dispongono altrettante statue di santi tra cui di più certa identificazione è Santa Lucia. Quindi un Santo Vescovo con un libro, presumibilmente Sant'Agostino da Ippona ed un Santo Gesuita con in braccio un bambino, San Bernardino Realino da Lecce. La quarta statua viene attribuita a Sant'Irene, benché priva di un braccio e della palma del martirio.

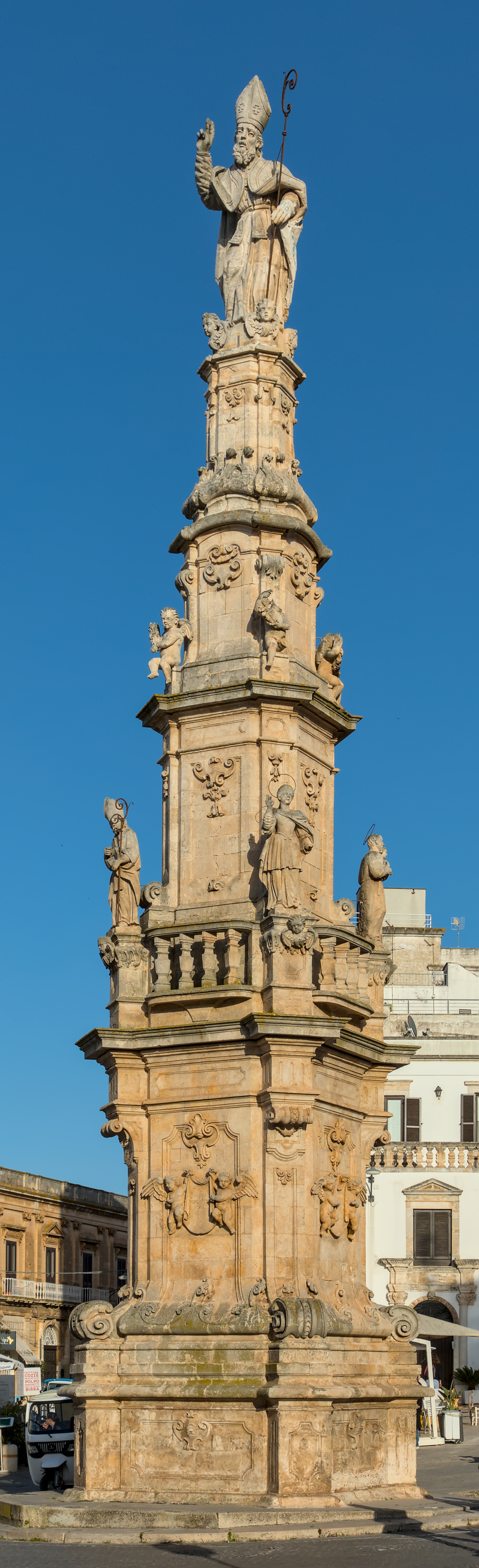
La colonna al tramonto
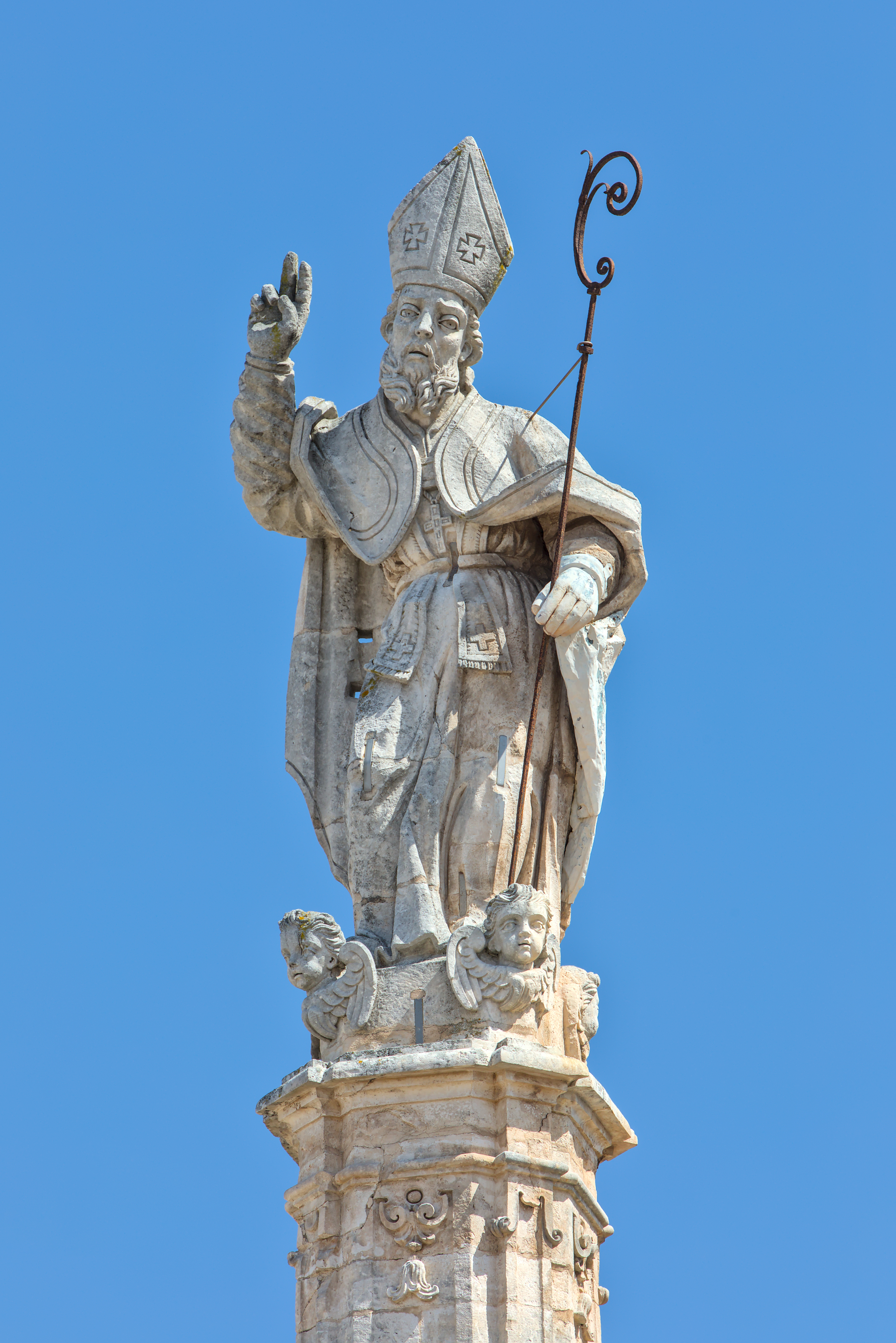
Particolare
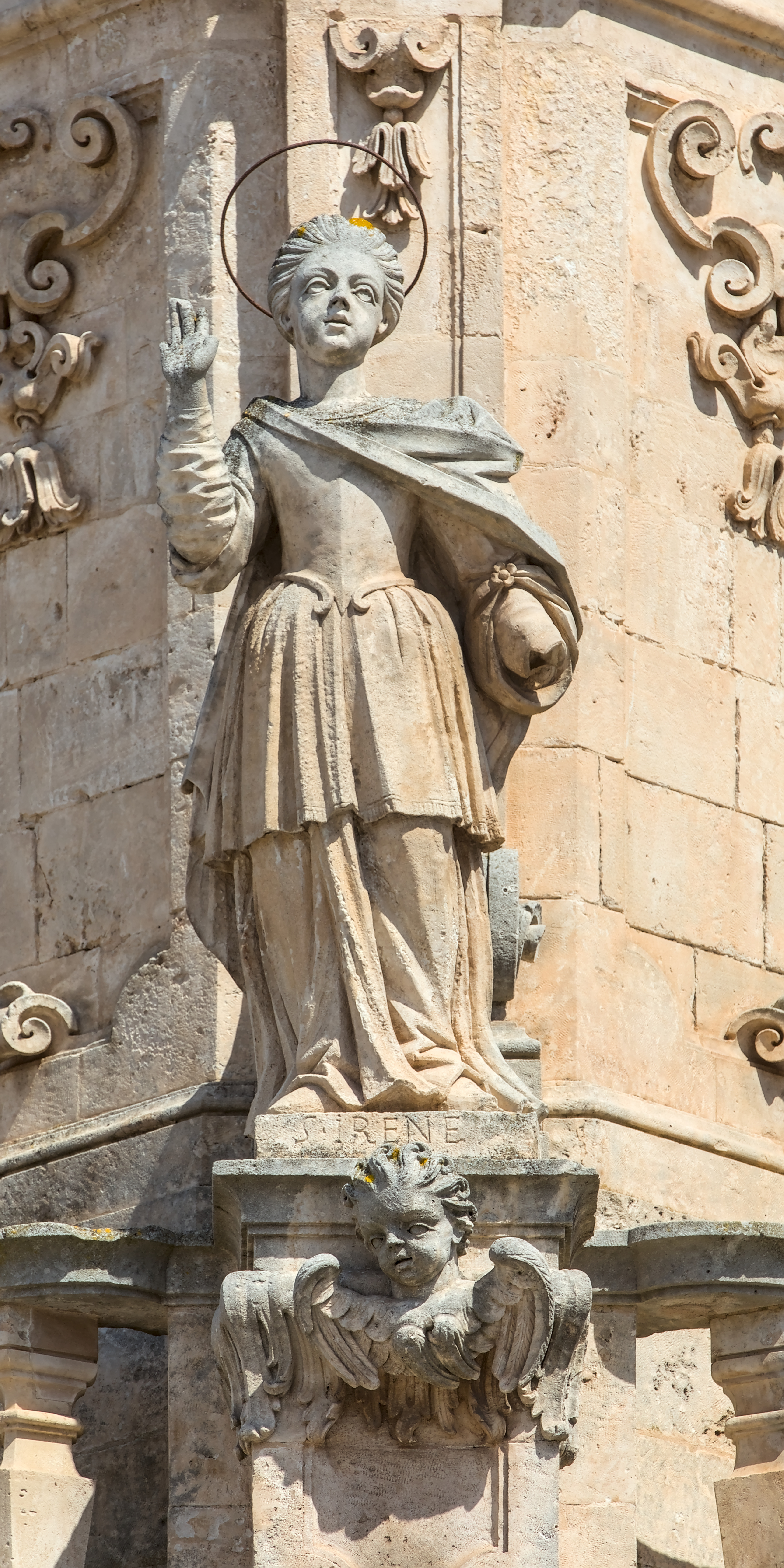
Particolare
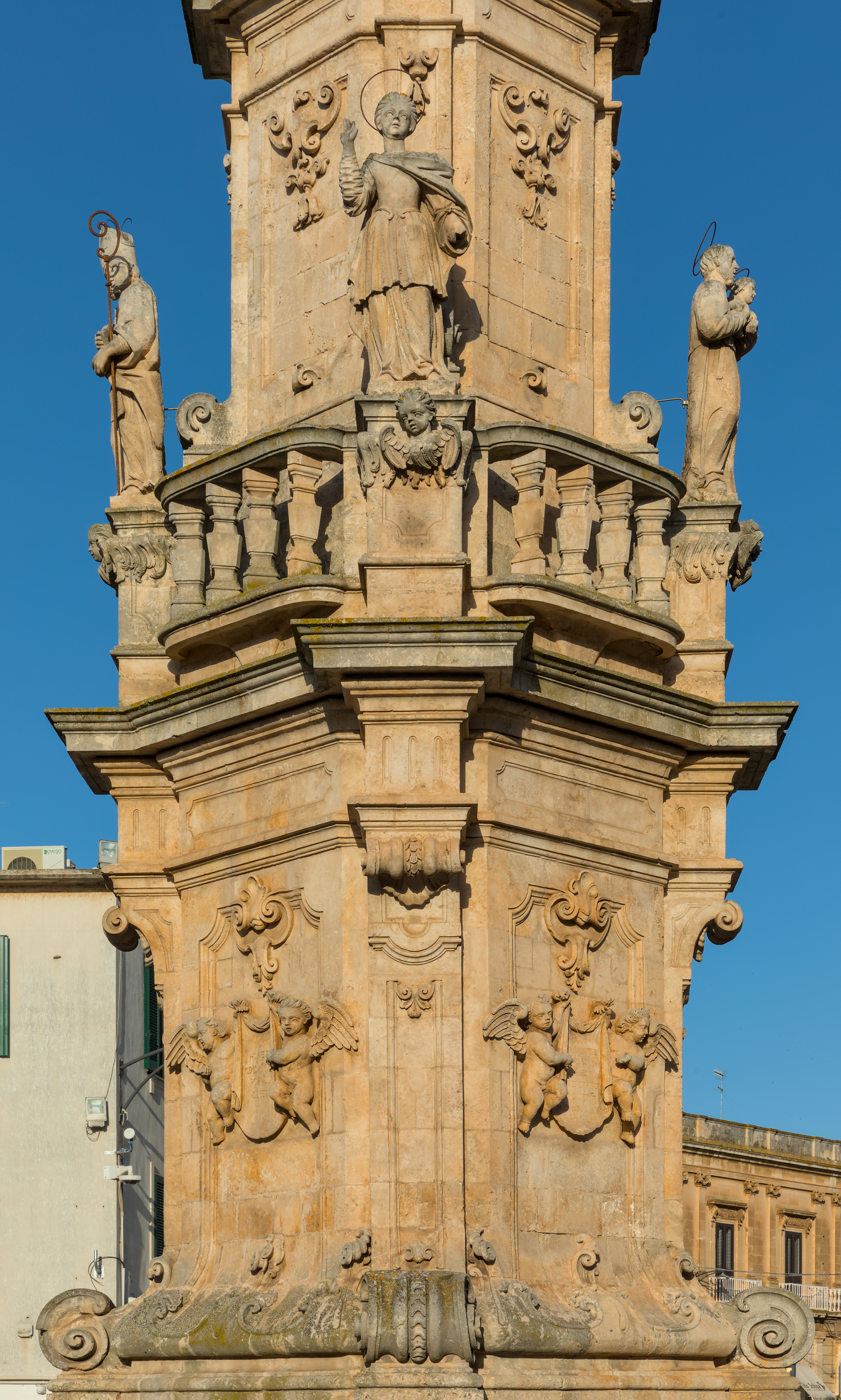
Particolare